# Gaye Stewart
Gaye Stewart (* 28. Juni 1923 in Fort William, Ontario; † 18. November 2010 in Burlington, Ontario) war ein kanadischer Eishockeyspieler (Rechtsaußen), -schiedsrichter und -trainer, der von 1942 bis 1954 für die Toronto Maple Leafs, Chicago Black Hawks, Detroit Red Wings, New York Rangers und Montréal Canadiens in der National Hockey League spielte.

## Karriere
Mit 17 Jahren verließ er sein Elternhaus, um bei den Toronto Marlboros in der Ontario Hockey League zu spielen.
Als Senior spielte er in der Saison 1941/42 für die Hershey Bears in der American Hockey League und wurde für ein Playoff-Spiel zu den Toronto Maple Leafs in die NHL geholt. Da die Leafs in diesem Jahr den Stanley Cup gewannen, wurde auch sein Name in den Pokal eingraviert. Seine Rookiesaison spielte er im Anschluss 1942/43. Trotz namhafter Konkurrenz, unter anderem von Maurice Richard, wurde er als bester Neuling mit der Calder Memorial Trophy ausgezeichnet.
Es folgte seine Zeit in der kanadischen Armee. Während der letzten Jahre des Zweiten Weltkriegs war er am Sankt-Lorenz-Strom postiert. Als er zur Saison 1945/46 zurückkehrte, stellte man ihn in eine Reihe mit Gus Bodnar und Bud Poile. Da alle drei Spieler aus Fort William stammten, nannte man die Sturmreihe die „Flying Forts“. Gemeinsam gewannen sie in der Saison 1946/47 wieder den Stanley Cup.
In die folgende Saison startete er noch mit den Leafs, doch bald wurde er zusammen mit Bodnar und Poile an die Chicago Black Hawks abgegeben, da man von dort Max Bentley holen wollte. In seinen drei Spielzeiten mit den Black Hawks brachte er weiterhin gute Leistungen. Zur Saison 1950/51 wechselte er als Teil eines großen Tauschgeschäfts, das unter anderem Harry Lumley und Jack Stewart nach Chicago brachte, zu den Detroit Red Wings. Nur ein Jahr blieb er in Detroit, bevor er weiter zu den New York Rangers wechselte. Nach einer ansprechenden Spielzeit in New York konnte er dann nicht mehr an die Leistungen früher Jahre anknüpfen. Die Montreal Canadiens holten ihn in ihren Kader, doch nach nur fünf Spielen wurde er in der Quebec Senior Hockey League (QSHL) bei den As de Québec eingesetzt. In der Saison 1953/54 holten die Canadiens ihn für drei Playoffspiele zurück.
Nach einem weiteren Jahr als Spielertrainer bei den Buffalo Bisons in der AHL beendete er seine aktive Karriere und war bis 1958 als Schiedsrichter in der NHL tätig.

## Sportliche Erfolge
- Stanley Cup: 1942 und 1947

### Persönliche Auszeichnungen
- Calder Memorial Trophy: 1943
- Bester Torschütze: später wurde hierfür die Maurice Richard Trophy vergeben
- NHL First All-Star Team: 1946
- NHL Second All-Star Team: 1948
- Teilnahme am NHL All-Star Game: 1947, 1948, 1950 und 1951
- AHL First All-Star Team: 1954